# 卡爾帕奇
卡爾帕奇（Karpacz，德語 Krummhübel）是位於波蘭西南部城市。屬下西里西亞省。人口約有5,000人。也是山區內重要的旅遊都市。卡爾帕奇的溫泉十分有名。在歷史上曾屬於德國。在鐵路修建之後，旅遊業得到發展。戰後德國人被強制遷出。波蘭人遷居至此，城市也改名為卡爾帕奇。市內有木質教堂。

## 外部連結
- Karpacz website（页面存档备份，存于） (Polish)
- Karpacz and wirtual Map（页面存档备份，存于） (Polish)
- Karpacz 360 - virtual city（页面存档备份，存于） (Polish)
- Karpacz website（页面存档备份，存于） (Polish)

50°47′N 15°45′E / 50.783°N 15.750°E